# Poulstrup
 Der er for få eller ingen kildehenvisninger i denne artikel, hvilket er et problem. Du kan hjælpe ved at angive troværdige kilder til de påstande, som fremføres i artiklen.

|  | Poulstrup er også en lille landsby i Dall Sogn, se Poulstrup (Aalborg Kommune) |
Poulstrup er en landsby i Vendsyssel med 420 indbyggere  (2024), beliggende i Vrejlev Sogn. Landsbyen er mest kendt for Vrejlev kloster, der ligger nogle få hundrede meter udenfor byen. Poulstrup er den sydligste by i Hjørring Kommune og hører til Region Nordjylland.
Poulstrup har tidligere haft en karosserifabrik, et ducolakeri, en karetmager, flere smede, bibliotek, flere skræddere, flere gartnerier, flere bagere og købmænd, brugs, en tøjbutik osv. I dag er der et autoværksted, et VVS firma, en elektriker og en en frisør, samt et meget rigt foreningsliv. Skolen i Poulstrup hedder Poulstrup Friskole og Børnehus, og den tilbyder vuggestue, børnehave, skole og sfo. Bag skolen, ligger Vrejlev-Hæstrup hallen, der hvert år afholder halbal. I 2006 tilbyggede hallen et motioncenter.

## Poulstrups historie
Poulstrup opstod omkring Vendsyssels første andelsmejeri, Alfaholm, der startede i 1896. Der kom hurtigt mange servicevirksomheder til byen, som efterhånden blev selvforsynende. På et tidspunkt har der været op til 30 forretninger og institutioner.
Der blev også dannet mange foreninger, hvorfor man byggede byens forsamlingshus.
I løbet af de sidste 50 år er næsten alle forretninger fra dengang forsvundet fra byen – ganske som det er sket i de fleste andre landsbyer i Danmark.
De sidste virksomheder tilbage i byen er et par håndværksvirksomheder, en autoforhandler og en frisørsalon. Desuden er der skole, børnehave, vuggestue, spejderhus, idrætsforening, rideklub med ridebaner og ridehal, aktivitetshus for pensionister og efterlønnere, idrætshal, motionscenter, fodboldbaner, multibane, beachvolleybane, lokalhistorisk arkiv, Hjørring kommune har en kommunal institution på det tidligere plejehjem Poulstruplund, MC-klub (Kloster MC), Vrå MC og Poulstrup Ørredfiskeri.
Vrejlev-Hæstrup skole blev nedlagt af Hjørring Kommune, med udgangen af skoleåret 2014/15.
Poulstrup Friskole og Børnehus blev oprettet i efteråret 2014.

Børnenes Jord
Da Poulstrups husflidsforening blev nedlagt i 1970, købte man en centralt beliggende grund, som man forærede til byens børn. Grunden kom til at hedde ”Ministrup” og fungerer i dag som børnenes legeplads. ”Børnenes Jord”, som Ministrup også kaldes, ledes af en forældregruppe, der hvert år i juni måned arrangerer en fødselsdagsfest. I 2006 blev Poulstrup kåret som Årets børneby i hele Nordjyllands Amt.
Hallen
I 1989 tog nogle af borgerne initiativ til at opføre en idrætshal og samlede 1,4 mio. kr. ind til formålet. Hallen drives ved frivillig arbejdskraft. I september 2006 udvidede man hallen med et motionscenter.
Købmanden
Borgerne er ejere af byens købmandsbutik, men mangler i øjeblikket en købmand, efter den tidligere købmand lukkede i december 2012 - på trods af en omsætning på 7 millioner kroner.
- Friskole og Børnehus
- Friskole og Børnehus
- Hovedgaden
- Hovedgaden
- Hovedgaden